# شتیهلیتسه
شتیهلیتسه (به چکی: Štíhlice) یک منطقهٔ مسکونی در جمهوری چک است که در ناحیه پراگ-شرق واقع شده‌است. شتیهلیتسه ۵٫۱۹ کیلومتر مربع مساحت و ۱۴۲ نفر جمعیت دارد.